# Johannes-Passion

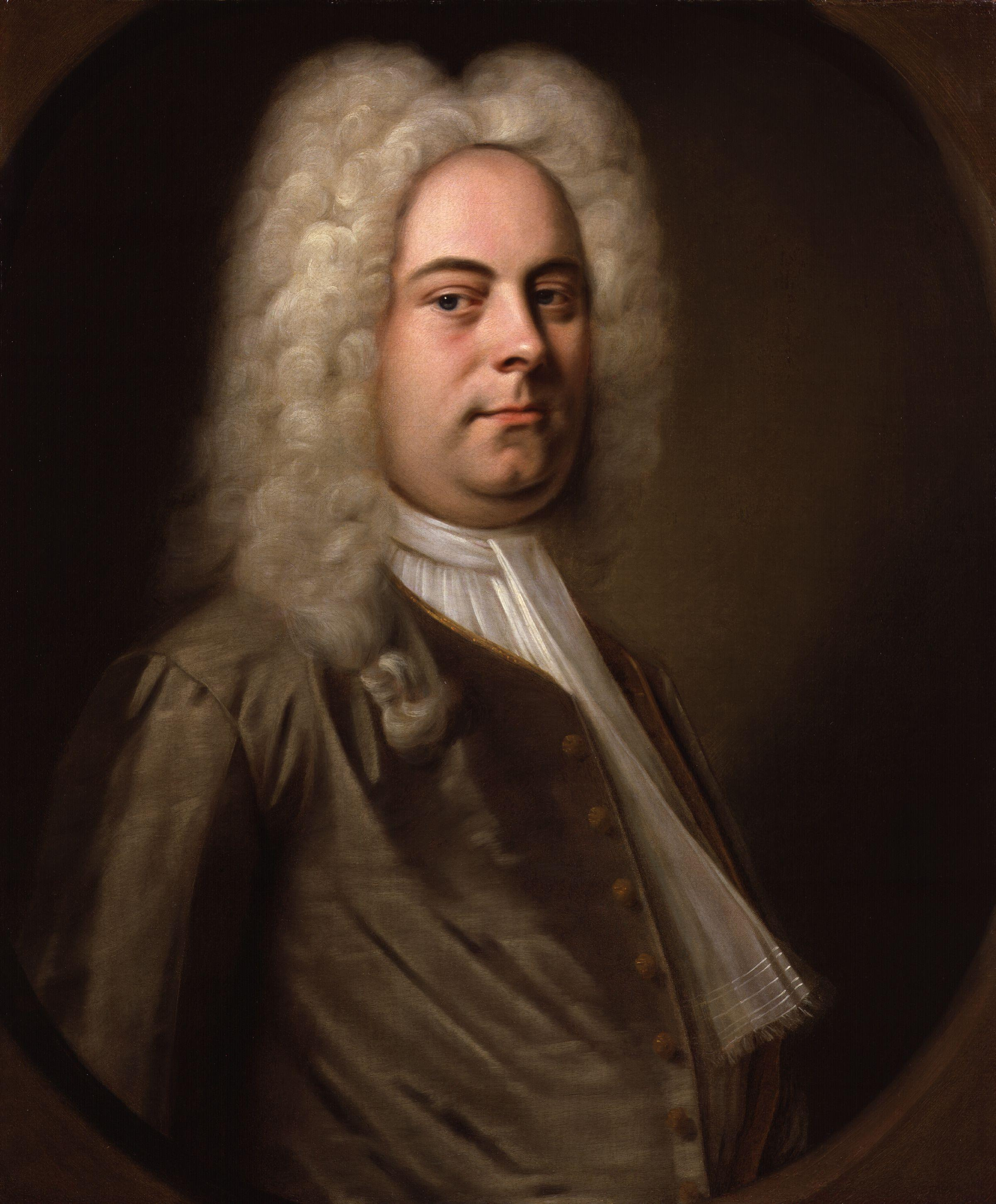
G.F. Händel obraz Balthasara Dennera

Johannes-Passion (Pasja według Św. Jana) – religijna kompozycja, napisana do tekstu Christiana Heinricha Postela. Została wykonana w Wielki Piątek 1704 w Hamburgu. Ustalenie jej autorstwa jest problematyczne i obecnie trwa nad tym dyskusja (część badaczy uznaje kompozycje za dzieło Händla). Pasja została poddana miażdżącej krytyce przez Johanna Matthesona w piśmie muzycznym Critica Musica w 1725 roku oraz w Volkommener Kappelmeister w 1740 roku. Pasja ta była wzorem dla Pasji według św. Jana autorstwa Johanna Sebastiana Bacha.
Część muzykologów zakwestionowała autorstwo Händla, podając innych kompozytorów (Georg Böhm, Reinhard Keiser, Georg Caspar Schumann, Johann Mattheson, P. Wockenfuss). Do badaczy, którzy kwestionują autorstwo Händla, zaliczają się Christopher Hogwood oraz John Roberts. Roberts uzasadnia swoje stwierdzenie, podając dwa argumenty: stylistyczną rozbieżność pomiędzy Pasją według Św. Jana a jedyną ocalałą hamburską operą Händla Almirą oraz brak zapożyczeń z Pasji w jego późniejszych utworach. Jednak inny badacz muzyki Händla, Rainer Kleinertz, w swoim artykule z 2003 roku stwierdził, że autorem Pasji jest Händel.

## Literatura
- Rainer Kleinertz Zur Frage der Autorschaft von Händels Johannespassion, Händel-Jahrbuch 2003, Halle, 341-376
- John H. Roberts Placing “Handel’s St. John Passion”, Händel-Jahrbuch 2005, Halle, 153-177
- Ernest Zavarsky Bach, PWM, Kraków 1985
- Christopher Hogwood, Händel, Kraków 2010, 29-30